# Микуличі (зупинний пункт)
Микуличі (біл. Мікулічы) — зупинний пункт Могильовського відділення Білоруської залізниці в Бобруйському районі Могильовської області. Розташований у селі Микуличі; на лінії Жлобин — Осиповичі I, поміж зупинним пунктом Омельня і станцією Телуша.